# Paolo Rossi (labdarúgó)
Paolo Rossi (Prato, 1956. szeptember 23. – Róma, 2020. december 9.) világbajnok olasz labdarúgó. Pelé beválasztotta a Világ 125 legjobb labdarúgója közé.

## Sikerei, díjai

### Klub
Vicenza
- Serie B – bajnok (1): 1976–77

Juventus
- Serie A – bajnok (2): 1981–82, 1983–84
- Olasz kupagyőztes (1): 1982–83
- KEK győztes (1): 1983–84
- Szuperkupa (1): 1984
- BEK győztes (1): 1984–85

### Válogatott
Olaszország
- Világbajnok (1): 1982

## Statisztikái

### Klub
| Klub teljesítmény | Klub teljesítmény | Klub teljesítmény | Bajnokság  | Bajnokság | Nemzeti kupa | Nemzeti kupa | Nemzetközi kupa | Nemzetközi kupa | Összesen   | Összesen |
| Szezon            | Klub              | Bajnokság         | Mérkőzések | Gólok     | Mérkőzések   | Gólok        | Mérkőzések      | Gólok           | Mérkőzések | Gólok    |
| Olaszország       | Olaszország       | Olaszország       | Bajnokság  | Bajnokság | Olasz kupa   | Olasz kupa   | Európa          | Európa          | Összesen   | Összesen |
| ----------------- | ----------------- | ----------------- | ---------- | --------- | ------------ | ------------ | --------------- | --------------- | ---------- | -------- |
| 1975–76           | Como              | Serie A           | 06         | 0         | 0            | 0            | 0               | 0               | 06         | 0        |
| 1976–77           | Lanerossi Vicenza | Serie B           | 036        | 021       | 06           | 02           | 0               | 0               | 042        | 023      |
| 1977–78           | Lanerossi Vicenza | Serie A           | 030        | 024       | 04           | 02           | 0               | 0               | 034        | 026      |
| 1978–79           | Lanerossi Vicenza | Serie A           | 028        | 015       | 03           | 02           | 01              | 0               | 032        | 017      |
| 1979–80           | Perugia           | Serie A           | 028        | 013       | 04           | 0            | 04              | 01              | 036        | 014      |
| 1980–81           | Perugia           | Serie A           | 0          | 0         | 0            | 0            | 0               | 0               | 0          | 0        |
| 1981–82           | Juventus          | Serie A           | 03         | 01        | 0            | 0            | 0               | 0               | 03         | 01       |
| 1982–83           | Juventus          | Serie A           | 023        | 07        | 011          | 05           | 09              | 06              | 043        | 018      |
| 1983–84           | Juventus          | Serie A           | 030        | 013       | 07           | 0            | 09              | 02              | 046        | 015      |
| 1984–85           | Juventus          | Serie A           | 027        | 03        | 06           | 02           | 010             | 05              | 043        | 010      |
| 1985–86           | Milan             | Serie A           | 020        | 02        | 03           | 01           | 03              | 0               | 026        | 03       |
| 1986–87           | Hellas Verona     | Serie A           | 020        | 04        | 07           | 03           | 0               | 0               | 027        | 07       |
| Összesen          | Összesen          | Összesen          | 251        | 103       | 051          | 017          | 036             | 014             | 338        | 134      |

### Mérkőzései a válogatottban
| Olaszország | Olaszország | Olaszország |
| Évek        | Mérkőzések  | Gólok       |
| ----------- | ----------- | ----------- |
| 1977        | 01          | 0           |
| 1978        | 10          | 04          |
| 1979        | 05          | 03          |
| 1980        | 03          | 0           |
| 1981        | 0           | 0           |
| 1982        | 11          | 06          |
| 1983        | 07          | 02          |
| 1984        | 06          | 03          |
| 1985        | 03          | 02          |
| 1986        | 02          | 0           |
| Összesen    | 48          | 20          |

### Góljai a válogatottban
| Rossi – gólja az Olasz válogatottban | Rossi – gólja az Olasz válogatottban | Rossi – gólja az Olasz válogatottban                     | Rossi – gólja az Olasz válogatottban | Rossi – gólja az Olasz válogatottban | Rossi – gólja az Olasz válogatottban | Rossi – gólja az Olasz válogatottban |
| #                                    | Dátum                                | Helyszín                                                 | Ellenfél                             | Gól                                  | Végeredmény                          | Verseny                              |
| ------------------------------------ | ------------------------------------ | -------------------------------------------------------- | ------------------------------------ | ------------------------------------ | ------------------------------------ | ------------------------------------ |
| 1.                                   | 1978. június 2.                      | José María Minella Stadion, Mar del Plata, Argentína     | Franciaország                        | 1–1                                  | 2–1                                  | 1978-as világbajnokság               |
| 2.                                   | 1978. június 6.                      | José María Minella Stadion, Mar del Plata, Argentína     | Magyarország                         | 1–0                                  | 3–1                                  | 1978-as világbajnokság               |
| 3.                                   | 1978. június 18.                     | Estadio Monumental, Buenos Aires, Argentína              | Ausztria                             | 1–0                                  | 1–0                                  | 1978-as világbajnokság               |
| 4.                                   | 1978. december 21.                   | Olimpiai Stadion, Róma, Olaszország                      | Spanyolország                        | 1–0                                  | 1–0                                  | Barátságos mérkőzés                  |
| 5.                                   | 1979. február 24.                    | San Siro, Milánó, Olaszország                            | Hollandia                            | 2–0                                  | 3–0                                  | Barátságos mérkőzés                  |
| 6.                                   | 1979. május 26.                      | Olimpiai Stadion, Róma, Olaszország                      | Argentína                            | 2–1                                  | 2–2                                  | Barátságos mérkőzés                  |
| 7.                                   | 1979. június 13.                     | Maksimir Stadion, Zágráb                                 | Jugoszlávia                          | 1–0                                  | 1–4                                  | Barátságos mérkőzés                  |
| 8.                                   | 1982. július 5.                      | Estadio Sarriá, Barcelona, Spanyolország                 | Brazília                             | 1–0                                  | 3–2                                  | 1982-es világbajnokság               |
| 9.                                   | 1982. július 5.                      | Estadio Sarriá, Barcelona, Spanyolország                 | Brazília                             | 2–1                                  | 3–2                                  | 1982-es világbajnokság               |
| 10.                                  | 1982. július 5.                      | Estadio Sarriá, Barcelona, Spanyolország                 | Brazília                             | 3–2                                  | 3–2                                  | 1982-es világbajnokság               |
| 11.                                  | 1982. július 8.                      | Camp Nou, Barcelona, Spanyolország                       | Lengyelország                        | 1–0                                  | 2–0                                  | 1982-es világbajnokság               |
| 12.                                  | 1982. július 8.                      | Camp Nou, Barcelona, Spanyolország                       | Lengyelország                        | 2–0                                  | 2–0                                  | 1982-es világbajnokság               |
| 13.                                  | 1982. július 11.                     | Santiago Bernabéu stadion, Madrid, Spanyolország         | NSZK                                 | 1–0                                  | 3–1                                  | 1982-es világbajnokság               |
| 14.                                  | 1983. október 5.                     | Stadio della Vittoria, Bari, Olaszország                 | Görögország                          | 3–0                                  | 3–0                                  | Barátságos mérkőzés                  |
| 15.                                  | 1983. december 22.                   | Stadio Renato Curi, Perugia                              | Ciprus                               | 3–1                                  | 3–1                                  | 1984-es Európa-bajnokság-selejtező   |
| 16.                                  | 1984. február 4.                     | Olimpiai Stadion, Róma, Olaszország                      | Mexikó                               | 2–0                                  | 5–0                                  | Barátságos mérkőzés                  |
| 17.                                  | 1984. február 4.                     | Olimpiai Stadion, Róma, Olaszország                      | Mexikó                               | 3–0                                  | 5–0                                  | Barátságos mérkőzés                  |
| 18.                                  | 1984. február 4.                     | Olimpiai Stadion, Róma, Olaszország                      | Mexikó                               | 4–0                                  | 5–0                                  | Barátságos mérkőzés                  |
| 19.                                  | 1985. február 5.                     | Dalymount Park, Dublin, Írország                         | Írország                             | 1–0                                  | 2–1                                  | Barátságos mérkőzés                  |
| 20.                                  | 1985. április 3.                     | Stadio Cino e Lillo Del Duca, Ascoli Piceno, Olaszország | Portugália                           | 2–0                                  | 2–0                                  | Barátságos mérkőzés                  |